# Laloides phalaris
Laloides phalaris är en tvåvingeart som först beskrevs av Osten Sacken 1882.  Laloides phalaris ingår i släktet Laloides och familjen rovflugor.
Artens utbredningsområde är Filippinerna. Inga underarter finns listade i Catalogue of Life.